# دارآغزی (خداآفرین)
دارآغزی (Daraghazi) یکی از روستاهای استان آذربایجان شرقی است که در دهستان منجوان شرقی بخش منجوان شهرستان خداآفرین واقع شده‌است. بر اساس سرشماری سال ۲۰۰۶، جمعیت دارآغزی ۶۸ نفر در ۲۲ خانوار می‌باشد.

## اطلاعات بیشتر
در اواخر دهه ۱۳۲۰، بر اساس جلد چهارم فرهنگ جغرفیایی ایران، دارآغزی ۵۴ تن سکنه داشت یک آمارگیری در سال ۱۳۹۰ جمعیت را ۴۶ نفر در ۱۷ خانوار اعلام کرده‌است.